# Letheobia sudanensis
Rhinotyphlops sudanensis là một loài rắn trong họ Typhlopidae. Loài này được Schmidt mô tả khoa học đầu tiên năm 1923.